# Egil Danielsen
Egil Danielsen, född 9 november 1933 i Hamar, död 29 juli 2019, var en norsk friidrottare.
Han blev olympisk mästare i spjutkastning vid olympiska sommarspelen 1956 i Melbourne.